# Diadema (Brazília)
Diadema város Brazíliában, São Paulo államban. Lakosainak száma 393 237 fő (2022). Diadema São Paulo és São Bernardo do Campo községekkel határos.

## Népesség
A település népességének változása:
| Lakosok száma | 357 064 | 386 089 | 412 428 | 426 757 | 429 550 | 393 237 |
|               | 2000    | 2010    | 2015    | 2020    | 2021    | 2022    |